# Balti Hajógyár

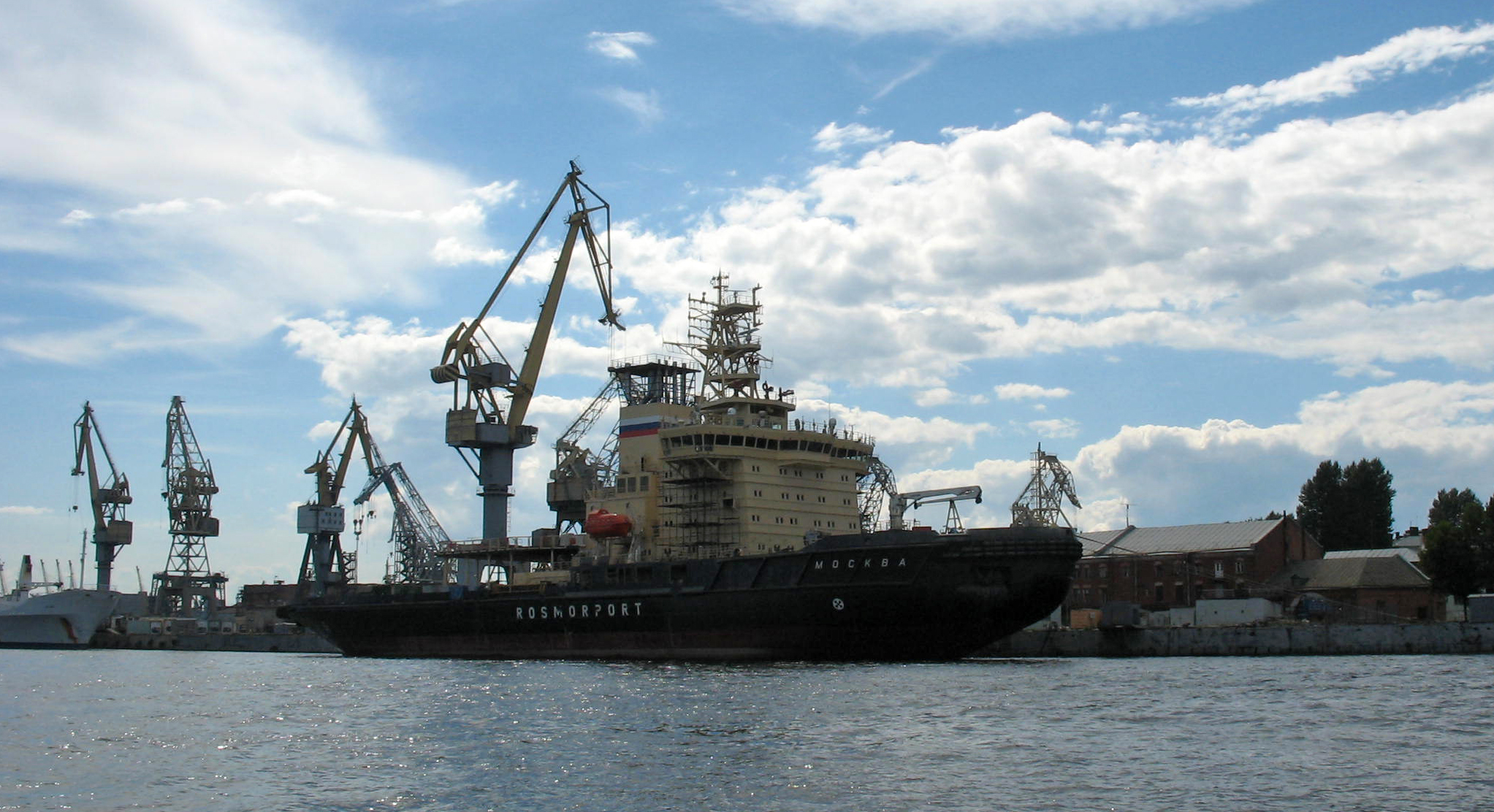
A Moszkva jégtörő építése a Balti hajógyárban

A Balti hajógyár, vagy Balti üzem, korábban 189. sz. hajógyár orosz gépipari vállalat, amely főként hajókat gyárt. Oroszország egyik legrégebbi hajógyára, melyet 1856-ban alapítottak. Szentpéterváron, a Néva torkolatában, a Vasziljevszkij-sziget délnyugati részén helyezkedik el. 2007-től az Egyesített Hajógyártó Vállalat (OSZK) holdinghoz, ezen belül a Nyugati Hajógyártó Központhoz tartozik. Ott készültek a szovjet és orosz atomjégtörők. A hajóépítésben jelentős részt képviselnek a hadihajók. Tengeralattjárók közül csak dízel-elektromos meghajtásúakat gyárt. A Balti hajógyárban készült az első úszó atomerőmű, az Akagyemik Lomonoszov. Oroszországban a nagyméretű hajócsavarok egyedüli előállítója.